# Ichthyococcus irregularis
Ichthyococcus irregularis is een  straalvinnige vissensoort uit de familie van lichtvissen (Phosichthyidae). De wetenschappelijke naam van de soort is voor het eerst geldig gepubliceerd in 1958 door Rechnitzer & Böhlke.
De soort staat op de Rode Lijst van de IUCN als niet bedreigd, beoordelingsjaar 2008.